# Sonny Boy Jaro
Sonny Boy Jaro est un boxeur philippin né le 24 mars 1982 à Silay City.

## Carrière
Passé professionnel en 2001, il devient champion du monde des poids mouches WBC le 2 mars 2012 en battant le thaïlandais Pongsaklek Wonjongkam par arrêt de l'arbitre au 6e round mais perd son titre dès le combat suivant face à Toshiyuki Igarashi le 16 juillet 2012.